# Mälarhöjden
Mälarhöjden est un quartier du district Hägersten-Älvsjö à Stockholm en Suède.

## Description
Mälarhöjden est un quartier de Söderort. 
Il est situé au bord du lac Mälaren et fait partie du district de Hägersten-Älvsjö.
Le quartier borde Hägersten, Västertorp, Fruängen, Bredäng et a également une frontière lacustre avec la commune d'Ekerö.
Les hauteurs de Mälarhöjden sont très vallonnées, avec le point culminant à Backvindel à 71,8 mètres d'altitude.

## Transports
La station Mälarhöjden est desservie par la ligne T13 du métro de Stockholm. 
L'entrée de la station se trouve à l'intersection de Hägerstensvägen avec Slättgårdsvägen.

### Galerie

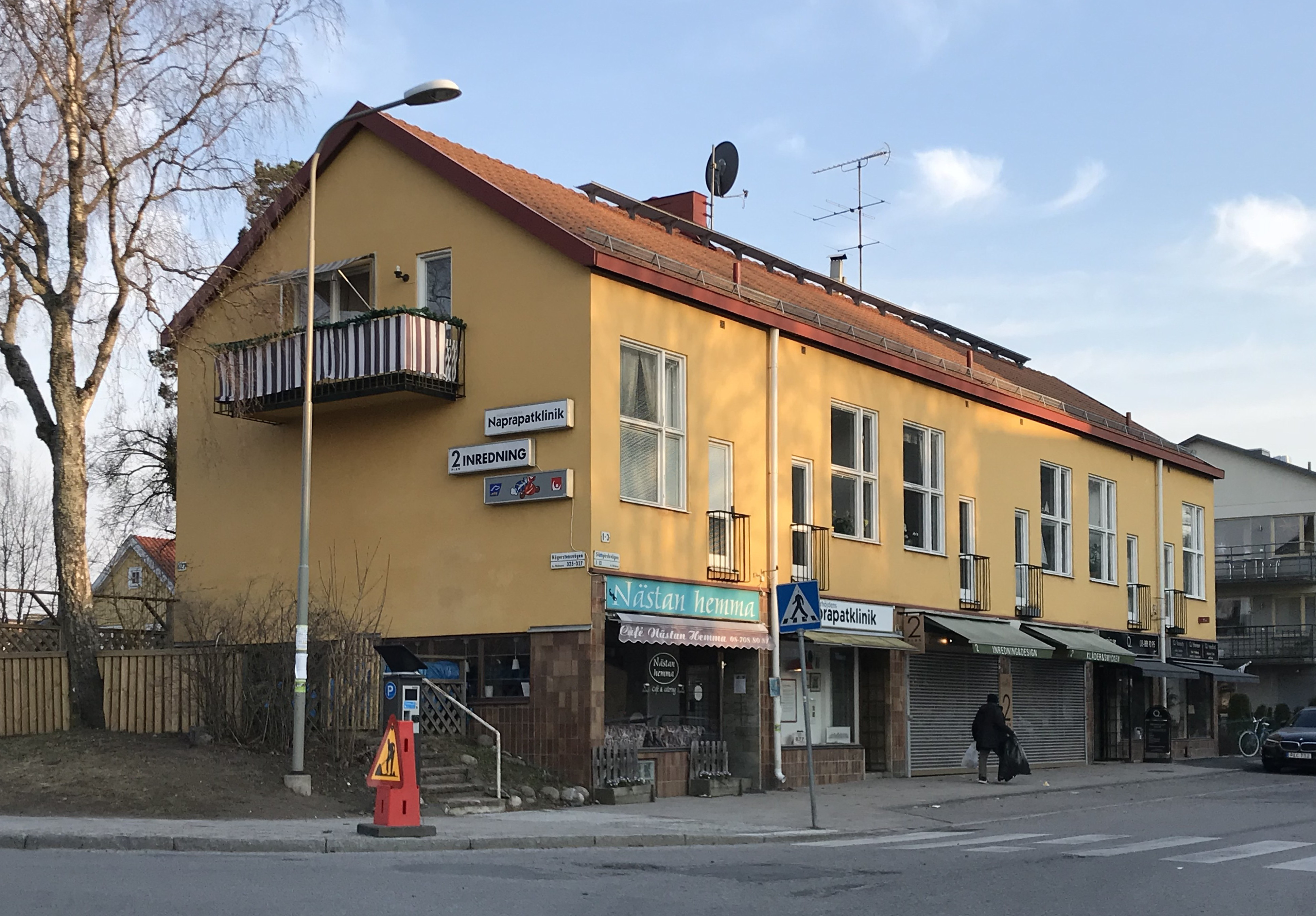
Centre de Mälarhöjdens en 2019.
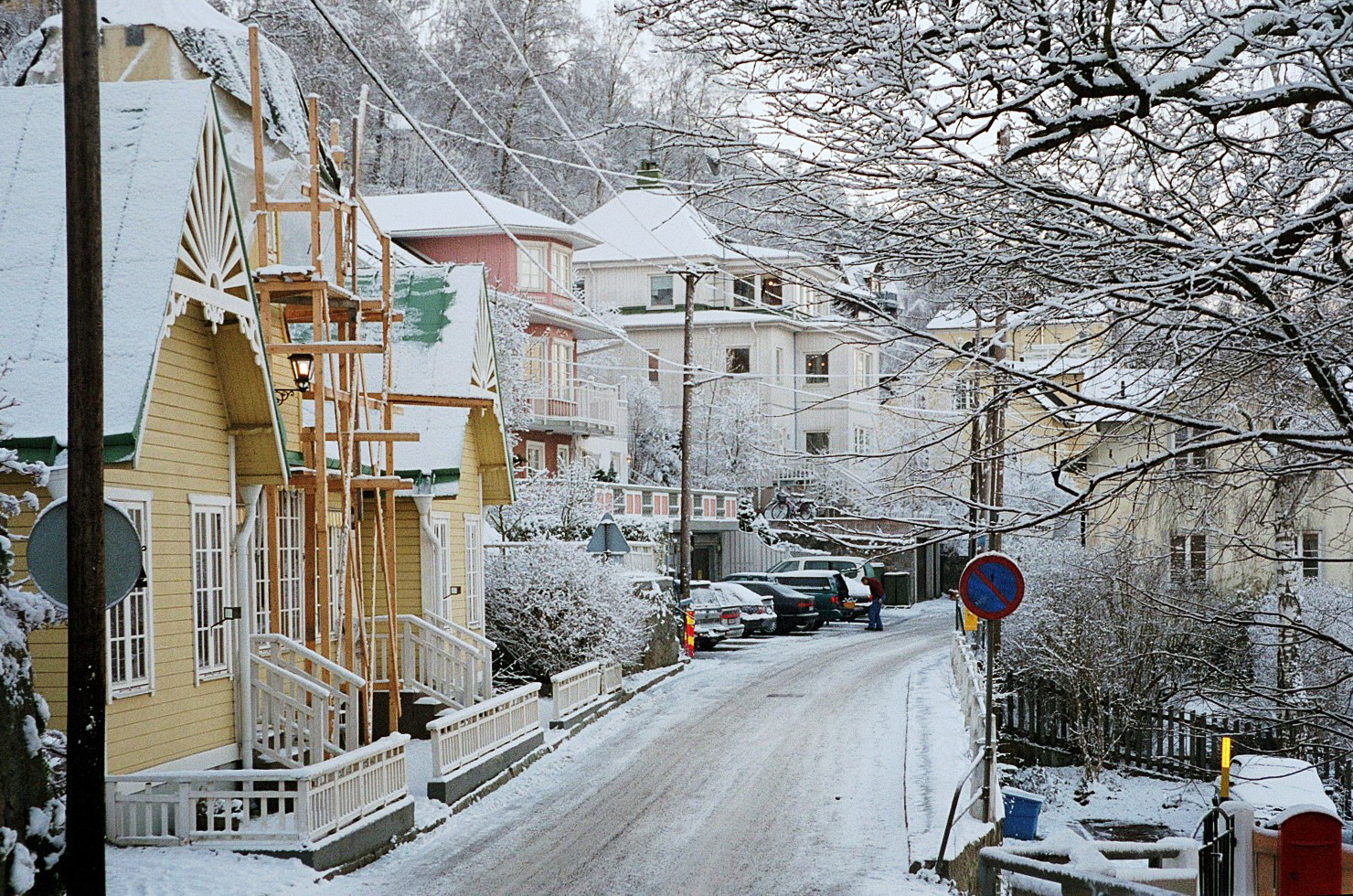
Pettersbergsvägen.
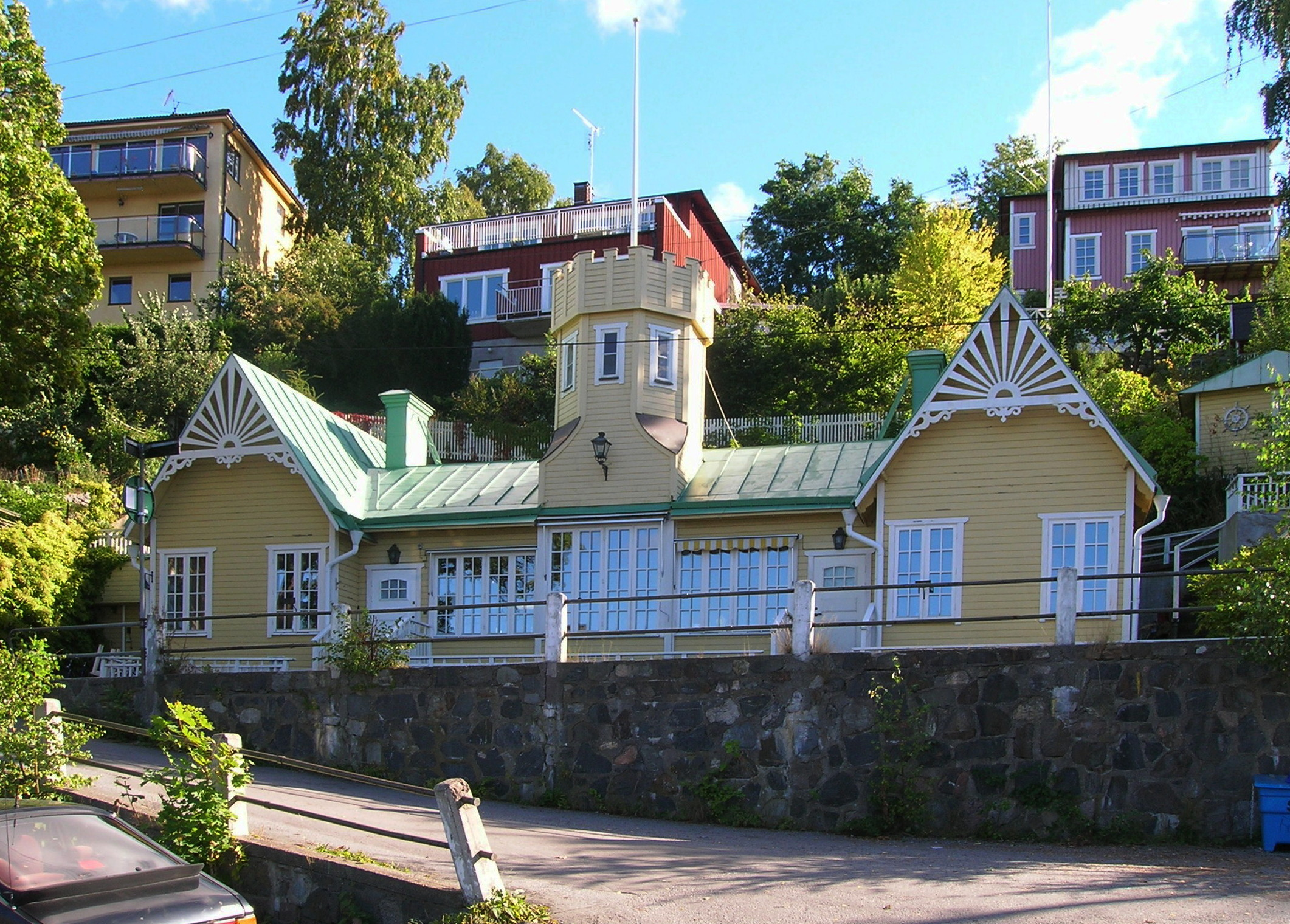
Bredablick.
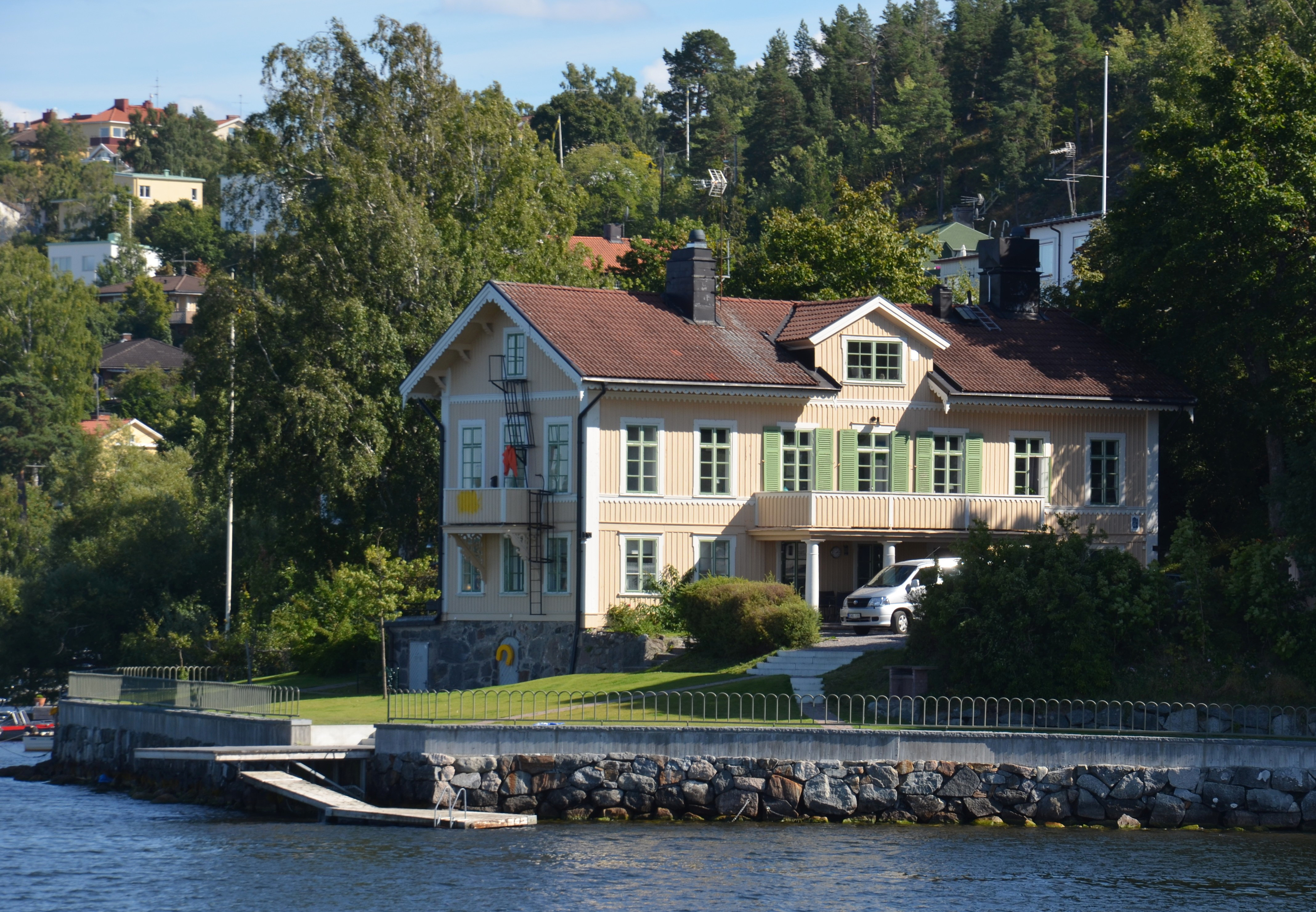
Pettersberg.
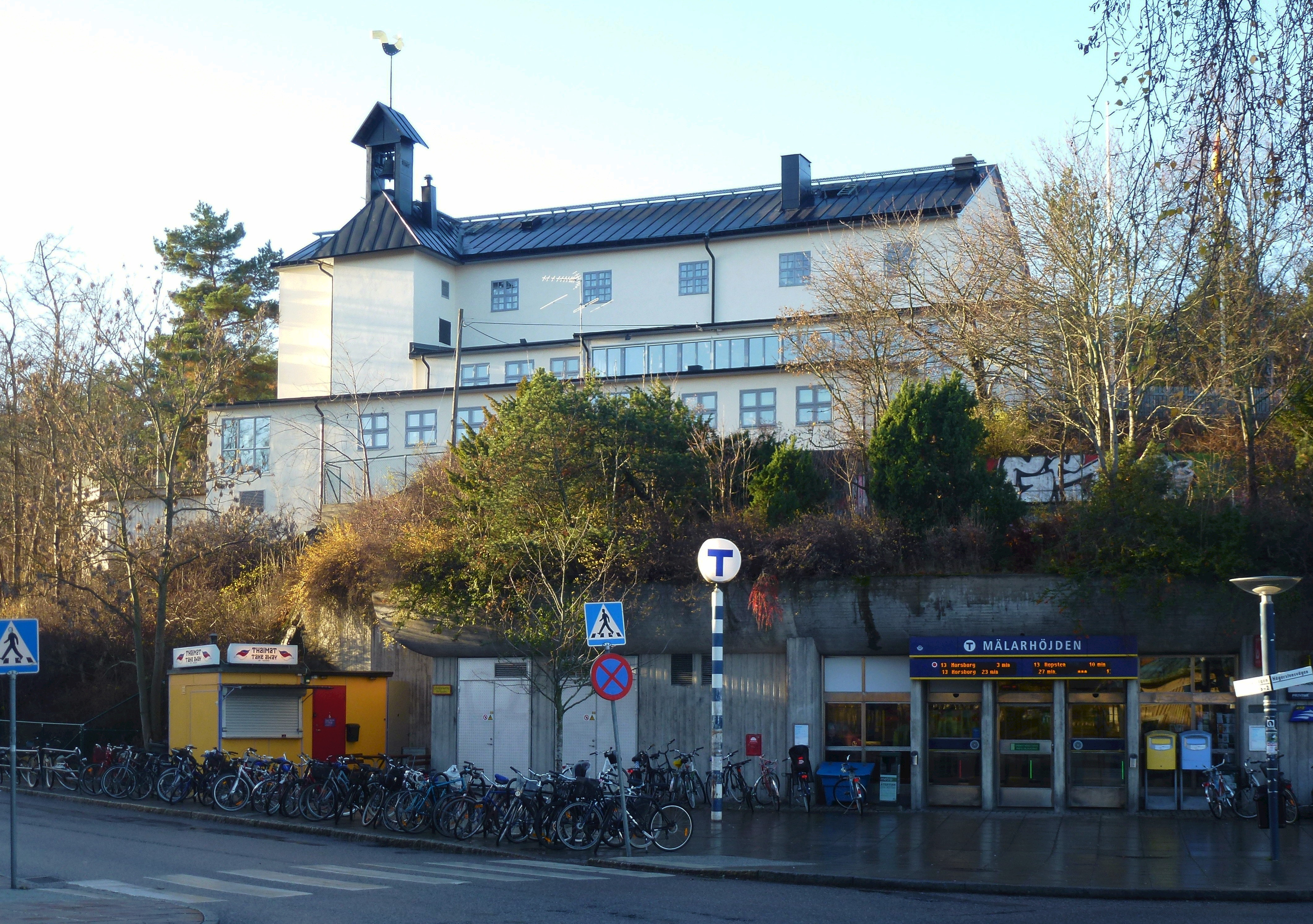
Église de Mälarhöjden et station Mälarhöjden.